# Dooi

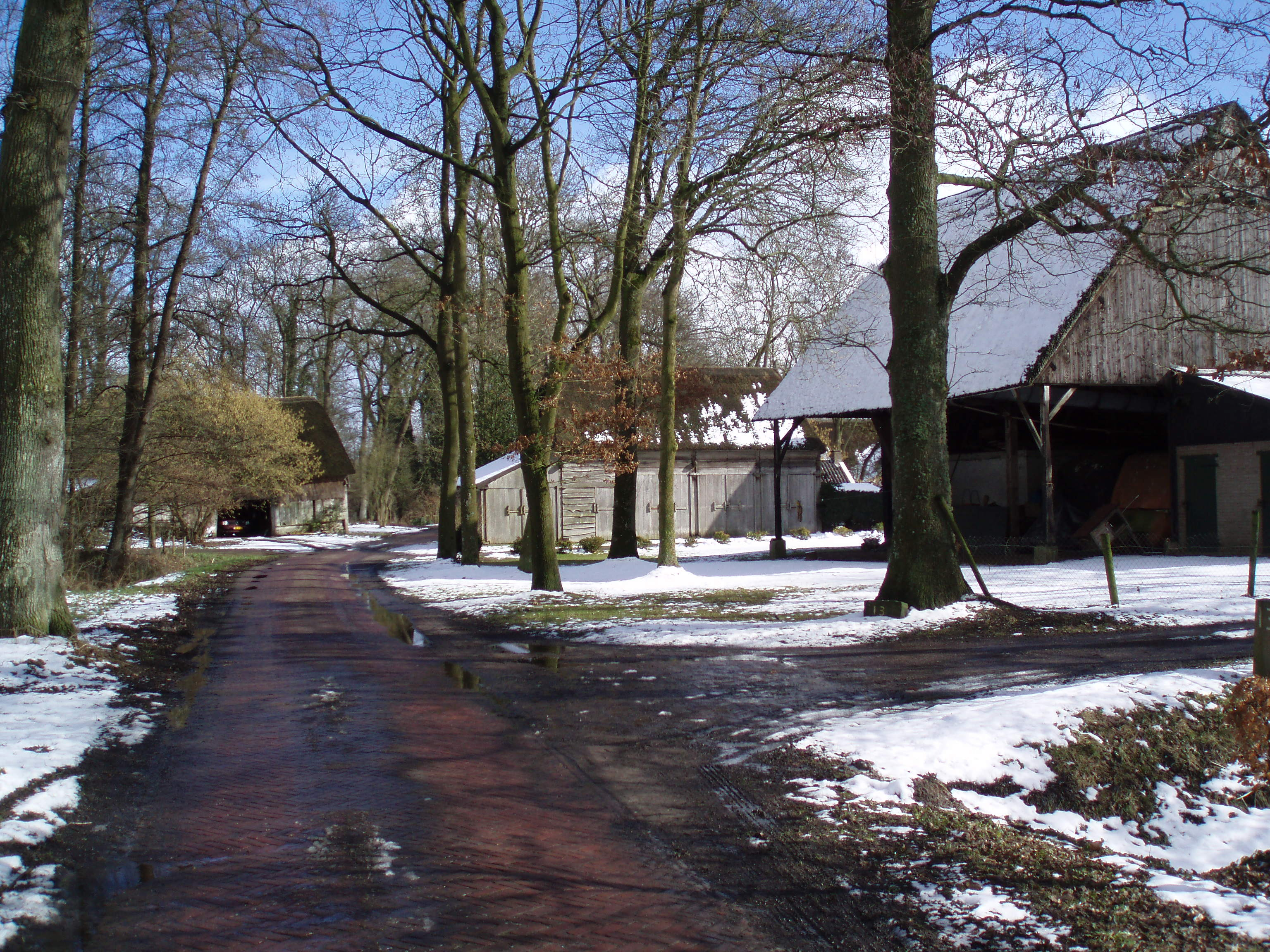
Dooi

Dooi houdt de toestand in wanneer de luchttemperatuur - vlak na een vorstperiode - boven nul komt. Het begrip wordt alleen gebruikt tot ongeveer één etmaal na het einde van de vorst. Eventueel wordt de dag daarna nog gesproken van aanhoudende- of doorzettende dooi. Loopt de temperatuur niet verder op dan 4°C boven het vriespunt, dan wordt dat lichte dooi genoemd. 
In het overgangsgebied met de zachtere lucht kan zich een neerslaggebied vormen en afhankelijk van de snelheid waarmee de dooi intreedt kan er eerst sneeuw vallen, die overgaat in natte sneeuw (dikkere vlokken) of regen. Zet de dooi niet door dan kan de neerslag opnieuw in sneeuw overgaan. Bij een snelle dooi-inval begint het vaak meteen te regenen, waarbij de druppels in de vrieslucht of op het aardoppervlak bevriezen. In de weerberichten wordt dit ijzel genoemd. 
Wanneer de zachtere lucht over het koudere aardoppervlak, een smeltende ijsvlakte of een sneeuwlaag stroomt, vormt zich door afkoeling mist. Bij invallende dooi wordt het zicht slechter en kan dichte tot zeer dichte mist met een zicht van minder dan 50 meter ontstaan. Dooimist ontstaat bij aanvoer van zachte lucht, zodat het bij deze vorm van mist ook behoorlijk kan waaien. Langs de oevers van het IJsselmeer, waar de lucht wordt aangevoerd over een ijsvlakte kan het nog dagen na het eind van de vorstperiode mistig zijn en blijft ook de temperatuur lager dan elders in het land. Wanneer het bovendien hard waait gaat het ijs kruien.
Na een vorstperiode zit de vorst nog een tijd in de grond, waardoor het aan het aardoppervlak bij helder weer in de nacht weer snel zal vriezen. Deze verraderlijke vorm van gladheid, die zeer plotseling kan optreden, wordt opvriezing genoemd. 

## Verkeersveiligheid
Dooi is voor het verkeer heel gevaarlijk, niet alleen door de kans op sneeuw of ijzel, maar ook vanwege de grote kans op mist of gladheid.

Vanwege opvriezing moet de weggebruiker ook na de vorstperiode bedacht te zijn op gladheid of mist. 